# Diphthera (bướm đêm)
Diphthera  là một chi bướm đêm thuộc họ Noctuidae.

## Loài
- Diphthera festiva – Hieroglyphic Moth Fabricius, 1775